# Ideal X (schip, 1945)
De Ideal X was het eerste containerschip ter wereld. Het was gebouwd als de Potrero Hills, een T2-tanker uit de Tweede Wereldoorlog. Voor de containervaart was het bovendek aangepast zodat hier containers op konden geplaatst worden. Op 26 april 1956 maakte het schip de eerste vaart als containerschip van New York naar Houston. Aan boord waren 58 containers.
Het schip werd eind 1944 als tanker te water gelaten. Na de oorlog werd het schip aan een particuliere rederij verkocht. In 1955 kwam het schip in handen van Pan Atlantic Steamship Lines, het latere Sea-Land, en werd omgedoopt in Ideal X. Malcom McLean was destijds de eigenaar van een wegtransportbedrijf en rederij. Zijn idee om containers op het schip te plaatsen en daarmee de overslag van traditioneel stukgoed te vergemakkelijken was niet uniek. Een Amerikaanse rederij had iets ervoor de Clifford J. Rogers al geladen met containers.   
Met de Ideal X bewees McLean het nut van het vervoer in containers. De overslag in de havens ging veel sneller, de containers konden direct op vrachtwagens worden geladen en naar de eindklant worden gebracht. De kans op beschadiging van de goederen tijdens het transport en overslag was minder en de kosten fors lager.
In 1959 werd het schip verkocht aan een Bulgaarse rederij die het weer uitsluitend als tanker ging gebruiken onder de naam Elemir. In een zware storm in februari 1964 werd het schip zo zwaar beschadigd dat het later in datzelfde jaar in Japan werd gesloopt. 